# Ahmed al-Ghamdi
Ahmed al-Ghamdi (arabiska: احمد الغامدي, också transkriberat Alghamdi), född 2 juli 1979 i al-Baha, Saudiarabien, påstås av FBI vara en av kaparna på United Airlines Flight 175 som flög in i World Trade Center den 11 september 2001.
Al-Ghamdi var en imam från al-Baha-provinsen i Saudiarabien, ett isolerat och underutvecklat område. Han delade samma stamtillhörighet som de andra kaparna Saeed al-Ghamdi, Hamza al-Ghamdi och Ahmed al-Haznawi. Denna grupp kan noteras som några av de mer religiöst uppmärksamma av kaparna.